# 遠藤海成
遠藤 海成（えんどう みなり、1978年3月8日 - ）は、日本の漫画家、イラストレーター。血液型O型。

## 概要
1996年、第3回エニックス21世紀漫画大賞にて『花月夜幻想』で奨励賞受賞。同年、『月刊Gファンタジー』9月号にて「悪魔の正しい使い方」でデビュー。その後数度の読みきり掲載を経て、1999年に初連載作品『破天荒遊戯』を開始。同作はエニックスお家騒動により『コミックZERO-SUM』に移籍し、2022年7月まで連載された。2008年にはテレビアニメ化された。
2006年より『月刊コミックアライブ』にて『まりあ†ほりっく』を連載。同作もアニメ化され、2009年及び2011年にテレビアニメが放映された。
2007年から2008年まで『月刊ASUKA』にて『クリア・クオリア』を連載。
2011年より『月刊コミックジーン』にて『黒犬O'clock』及び『まりあ†ほりっく』のスピンオフを連載した。
過去には『コミックZERO-SUM増刊WARD』にて、『20860000（ニイマルハチロクオオルリセット）』を連載していた。

## 作風
主に、ファンタジー作品を描いている。作中には、ブラックジョークや雑学ネタが多く取り込まれ、台詞に独特の暴言や毒舌が飛び出す事がある。

## エピソード
- 2008年12月25日に行われた『まりあ†ほりっく』アニメ第1話上映イベントに、正体を隠して司会として出演。普段からメディアには顔を出していないため観客からは気づかれなかったが、最後に自己紹介を行い正体を明かすと、会場は騒然となった[1]。
- 『まりあ†ほりっく』関連のメディア出演の際には監督を務めた新房昭之の隠し子を自称しているという設定で新房昭子と名乗ることがある。

## 作品リスト

### 漫画
現在の連載作品
- 黒犬O'clock（『月刊コミックジーン』にて連載、2012年5月より休載）

過去の連載作品
- 破天荒遊戯（『コミックZERO-SUM』にて連載）
- 宇宙人のしわざです！（『月刊コミックフラッパー』 2016年1月号 - 2018年1月号）
- クリア・クオリア（『月刊Asuka』にて連載）
- まりあ†ほりっく（『月刊コミックアライブ』創刊号より連載）
- まりあ†ほりっく Spin-off（『月刊コミックジーン』にて連載）
- 20860000（ニイマルハチロクオオルリセット）（『コミックZERO-SUM増刊WARD』にて不定期に連載、後に休刊）

読み切り作品
- 悪魔の正しい使い方（『月刊Gファンタジー』 1996年9月号・1997年3月号掲載）
- しあわせのまほう（『月刊Gファンタジー』 1997年12月号・1998年4月号掲載）
- 破天荒遊戯（『月刊Gファンタジー』 1998年10月号掲載）
- 破天荒遊戯 青空の下に眠れ（『月刊Gファンタジー』 1999年3月号掲載）
- Happy Trick（『月刊Gファンタジー』 1999年4月号掲載）
- 家に帰ろう（『月刊Gファンタジー』 1999年8月号掲載）
- 花をあなたに（前後編読み切り・『コミックZERO-SUM増刊WARD』 1・2号掲載）
- 飼い主の事情（シリーズ読み切り）
- unpluggd underheaven（『DRAGON AGE Pure』創刊号掲載）
- 究極にして至高の宇宙トレーニング（原作：Cygames、『ウマ娘 プリティーダービー アンソロジーコミック STAR』9巻、2024年） - 『ウマ娘 プリティーダービー』のアンソロジー寄稿作品。

アンソロジー
- 破天荒遊戯 アンソロジー
- まりあ†ほりっく アンソロジー

### 小説挿絵
- BURAIなやつら 〜貴公子の謀略〜（著：あまね翠、ルルル文庫）

### 画集
- Angel Text ―破天荒遊戯イラスト集―
- with LOVE ～まりあ†ほりっくイラスト集～

### その他
- ひだまりスケッチ×365 - 第10話提供バックイラスト（2008年）
- まりあ†ほりっく - 第12話エンドカード（2009年）
- 夏のあらし! 〜春夏冬中〜 - 第11話エンドカード（2009年）
- ディーふらぐ! - 第4話エンドカード(2014年)
- 幸腹グラフィティ - 第9話提供バックイラスト（2015年）
- 蒼き鋼のアルペジオ -アルス・ノヴァ- - 再々放送版第7話エンドカード（2015年）
- 怪盗ヌルパン - キャラクターデザイン（2022年）